# عبد الله هبه
عبد الله هبه(ولد في 14 فبراير 1988 ) لاعب كرة قدم سعودي و يلعب في الوسط.

## مسيرة اللاعب
مثل نادي الشباب في الفئات السنية و لعب بعدها لأندية الفيحاء و المجزل و سدوس و الشرق .

## الحياة الشخصية
عبد الله هو شقيق اللاعبين أحمد هبه وحسن هبه.